# William D. Leahy
William Daniel Leahy (n. 6 mai 1875 – d. 20 iulie 1959) a fost un amiral de flotă american, unul dintre principalii comandanți militari americani din timpul celui de-Al Doilea Război Mondial. Avea multe funcții, fiind în centrul tuturor deciziilor militare majore ale SUA din timpul celui de-Al Doilea Război Mondial.
Și-a câștigat reputație prin activitate în administrație în statul major american. În perioada (1937-1939) ca șef de operațiuni navale a supervizat pregătirile pentru război. După retragerea sa din Marină a fost numit guvernator al Porto Rico, după care între (1940-1942) a primit funcția sa cea mai controversată, ambasadorul SUA în Guvernul de la Vichy, aliat al Germaniai Naziste. 
Leahy a fost rechemat în 1942 de președintele Franklin D. Roosevelt în funcția de șef de stat major particular al lui, funcție în care a servit până la sfârșitul războiului, apoi în administrația Truman până în anul 1949, când s-a pensionat. 
Amiralul Leahy a fost primul ofițer al marinei cu cinci stele în Forțele Armate ale SUA. 